# مقياس جودة الحياة المدركة ذاتيا
مقياس جودة الحياة المدركة ذاتيًا هو أداة تقييم نفسي مرتكزة على نظرية شاملة حول جودة الحياة المدركة ذاتيًا (ج.ا.ا.ذ) وتؤمن قياسات متعددة الأوجه لجوانب الرفاه المتعلقة بالصحة وتلك غير المتعلقة بالصحة. أصبح المقياس أداة اختيار لمراقبة جودة الحياة في تجمعات السكان التجريبية، على سبيل المثال، لقد تبنّتها شبكة الصوت الإيجابي للسيدات المصابات بمرض نقص المناعة المكتسب (الإيدز).
ربما يكون للتطور في الاضطرابات العقلية أثرٌ على عدة مجالات في حياة الفرد والتي يمكن التقاطها فقط من خلال عملية قياس شامل. على سبيل المثال، قد يقلّل علاج رُهاب ما من الخوف (انظر جدول الصحة العقلية). والذي قد يؤدي إلى تطور العلاقات الاجتماعية (انظر جدول العلاقات الاجتماعية)، وفي المقابل، الأداء في العمل، مما يؤدي لزيادة في الراتب (انظر الجدول المالي). بالتالي، لتحديد آثار علاج ما كافًة (على سبيل المثال، لرُهاب ما) فإنه من المطلوب القيام بعملية قياس شامل لجوانب متعددة من حياة الفرد. يمكن لمقياس (ج.ا.ا.ذ) أن يؤمن عملية قياس شامل كهذه.
يمكن للمقياس (أ) أن يحدّد الآثار الجانبية للتدخلات العقلية والنفسية والتي يمكن أن تحدث في مجالات متعددة من حياة الفرد، (ب) الكشف عن حدوث الانتكاسات، (ج) المساعدة في تقييم تقدّم التعافي، (د) قياس آثار الأحداث الإيجابية والسلبية غير المعيارية المتعددة (على سبيل المثال، الطلاق، ترقية في العمل، أن تصبح والدًا) على حياة الفرد ككل وتتبّع مسار تقدّمها، (و) تقييم (ج.ا.ا.ذ) للفرد خلال فترة الحياة، (ف) التنبؤ بالاكتئاب، القلق والمزاج، و (هـ) التأكد من فعالية التدخلات المراد تعزيزها للرفاه وتحسين جودة الحياة على مستوى الفرد.